# Eric Benét
Eric Benét, cantante de R&B y neo soul estadounidense. Su estilo mezcla las formas musicales adultas de la música afrodescendiente con el hip hop y las nuevas tendencias del soul.

## Biografía
Comenzó en la música siendo adolescente, en el grupo vocal Benet junto a su hermana Lisa Marie Jordan. El dúo firmó por Capitol, y en 1992 editaron un álbum homónimo que pasó desapercibido en el mercado musical. Muy poco después de esto Eric emprendió su carrera en solitario firmando por la discográfica Warner Bros. En 1996 editó su álbum debut, "True to myself". En 1999, con su segundo álbum "A day in the life", logró su primer éxito, con la versión del tema de Toto "Georgy porgy"; pero su verdadero hit fue el sencillo que siguió a este, en el cual colaboraba Tamia "Spend my life with you". La canción llegó al número uno y fue nominada a los Grammy en 2000 como mejor canción R&B de grupo o dúo. Con este, su segundo álbum, consiguió el Soul Train Award al mejor álbum de R&B/soul de un solista masculino. Durante este tiempo entró en el estudio para colaborar en el CD 5tributo del 30 aniversario de Earth, Wind & Fire. En 2001 se casó con la actriz Halle Berry. Ese mismo año hizo su debut en la gran pantalla de la mano de Mariah Carey, en su película "Glitter". En 2004 se separó de Halle Berry tras tres años de matrimonio. Un año después editó su tercer álbum "Hurricane", del que se extrajeron los sencillos "I wanna be loved", "Pretty baby" y "Hurricane".

## Discografía
| Año  | Título           | Discográfica |
| ---- | ---------------- | ------------ |
| 1996 | True to myself   | Warner Bros  |
| 1999 | A day in my life | Warner Bros  |
| 2005 | Hurricane        | Reprise      |

- Datos: Q739041